# Acacia didyma
Acacia didyma é uma espécie de leguminosa do gênero Acacia, pertencente à família Fabaceae.